# 片桐酉次郎
片桐 酉次郎（かたぎり ゆうじろう、文久元年6月19日（1861年7月26日） - 昭和13年（1938年）12月27日）は、日本の海軍軍人。政治家。最終階級は海軍主計大監（主計大佐）。シーメンス事件において海軍の不正を糾弾し免官となる。東京府代々幡町町長、衆議院議員。

## 生涯
現在の福島県会津若松市出身。会津藩士で宮内省御歌所御用掛を務めた片桐嘉則の二男に生まれ、片桐新一郎の養子となる。海軍主計学校3期生で、1881年（明治14年）海軍省規定局雇として海軍に入る。造船造兵監督官として英国駐在を経て、防護巡洋艦「吉野」回航にあたる。この際に片桐は部下の主計官が結んだコミッションを含む契約を破棄させたという。日清戦争時は同艦の主計長であった。戦後呉造兵廠会計課長となるが、片桐によれば造兵廠には不正があり、それを正そうとしたところ左遷された。海軍省経理局2課、艦政本部などに配置され、1901年（明治34年）4月病により待命となる。1904年（明治37年）4月主計大監進級とともに予備役編入となった。1911年（明治44年）には原敬に面会し、海軍の冗費につき話をしている。1912年（明治45年）第11回総選挙で、東京府郡部から衆議院議員に当選。明治期の軍人出身国会議員は稀な存在で、この選挙の当選者は井上敏夫ら3名である。片桐は中正会に所属した。
1914年（大正3年）1月23日、日本海軍軍人の収賄事件となるシーメンス事件の発覚をもたらす外電が報道された。2月3日、長く海軍大臣を務めた山本権兵衛内閣弾劾演説会が開催され、現役時代から海軍廓清を訴えていた海軍大佐・太田三次郎が『帝国海軍腐敗の真相』 と題する演説を行う。2月6日、国技館で島田三郎、河野広中、尾崎行雄らが参加する全国有志大会に出席した片桐は、海軍収賄の事実を認めたうえで以下のように演説している。
片桐は軍艦建造における職工費と材料費の不均衡をコミッションの生じる温床と指摘して、山本内閣の総辞職を求めたのである。
太田と片桐は将校分限令違反に問われ、片桐は2月28日に免官、正六位返上を命じられ、勲五等、功五級及び明治二十七八年従軍記、明治三十七八年従軍記章褫奪、太田も2月13日に同様の処分を受けた。二人には全国から義援金が寄せられたが、両名とも固辞している。のち山本権兵衛内閣は総辞職し、海軍高官の収賄は法廷で明らかとなった。なお片桐は山本内閣の退陣をもって問題が解決されると考えていたわけではない。
その後の片桐は代々幡町の町会議員を2期、同町長を1期務めている。稚松会会員。

## 履歴
- 1881年（明治14年）11月 - 海軍省規定局雇
- 1884年（明治17年）5月 -内局雇
  - 12月 - 総務局雇
- 1885年（明治18年）2月 - 主計補、主計本部
  - 7月春日乗組
  - 11月会計局主計部
  - 12月筑波乗組
- 1886年（明治19年）7月 - 少主計試補
  - 9月 - 少主計
- 1887年（明治20年）7月 - 東艦乗組
  - 10月 - 参謀本部副計官
- 1888年3月（明治21年） - 主計学校教授、会計局検査課僚兼主計学校教授
- 1889年5月（明治22年） - 高雄主計長心得
  - 7月 - 佐世保鎮守府監獄課長心得
  - 8月 - 大主計
  - 10月 - 高雄主計長
- 1891年（明治24年）7月 - 第三局第一課次長
- 1892年（明治25年）5月 - イギリス出張
- 1893年（明治26年）7月 - 吉野主計長[4]
- 1896年（明治29年）4月 - 待命
  - 7月 - 佐世保鎮守府監督部員
- 1897年（明治30年）10月 - 主計少監、呉造兵廠会計課長
  - 12月 - 主計中監
- 1898年（明治31年）6月 - 呉海兵団主計長
- 1899年（明治32年）4月 - 経理局第二課課僚
- 1900年（明治33年）9月 - 艦政本部部員
- 1901年（明治34年）4月 - 待命（病気）
- 1902年（明治35年）4月 - 休職
- 1904年（明治37年）4月 - 主計大監、予備役[6]
- 1912年（明治45年）5月 - 衆議院議員当選
- 1914年（大正3年）2月 - 海軍弾劾演説、免官位記返上[9]
- 1915年（大正4年）-
  - 1922年（大正11年）代々幡町町会議員
- 1922年7月 -
  - 1924年（大正13年）1月 - 同町町長